# Équipe de Turquie féminine de handball
L'équipe de Turquie féminine de handball représente la Turquie lors des compétitions internationales féminines de handball.
La sélection n'a jamais participé aux Jeux olympiques, aux championnats du monde, ni aux championnats d'Europe.

## Galerie

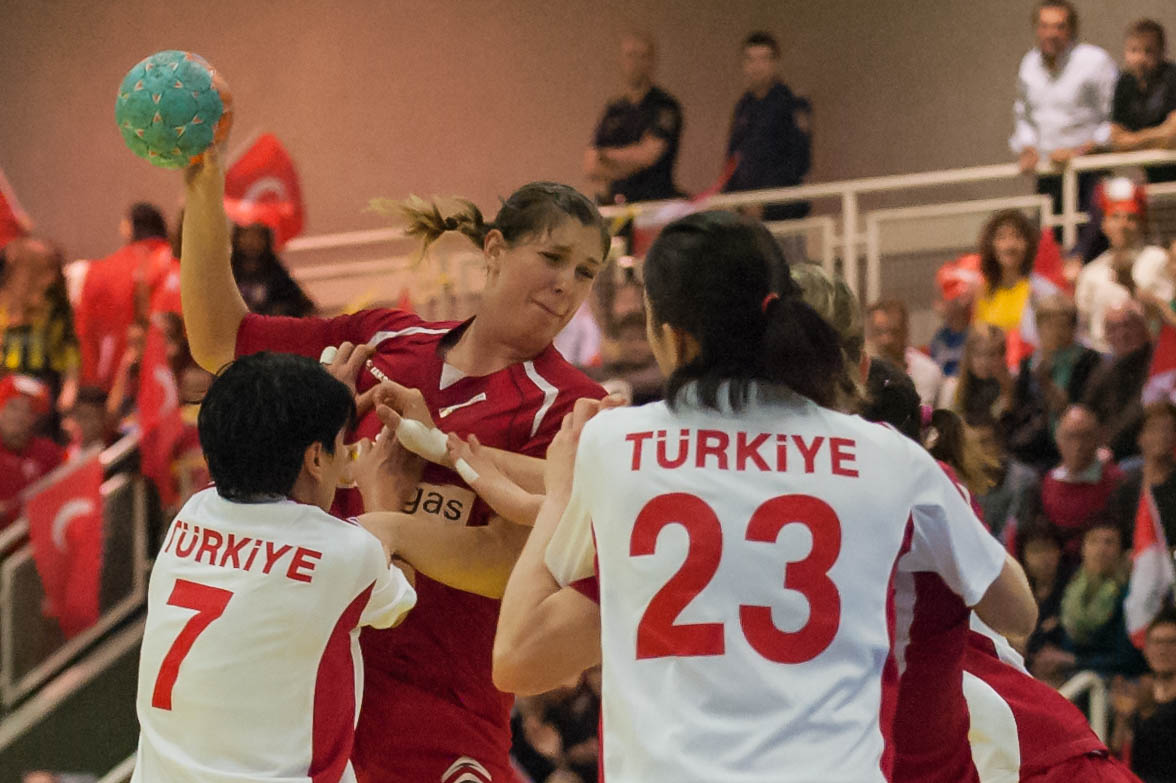
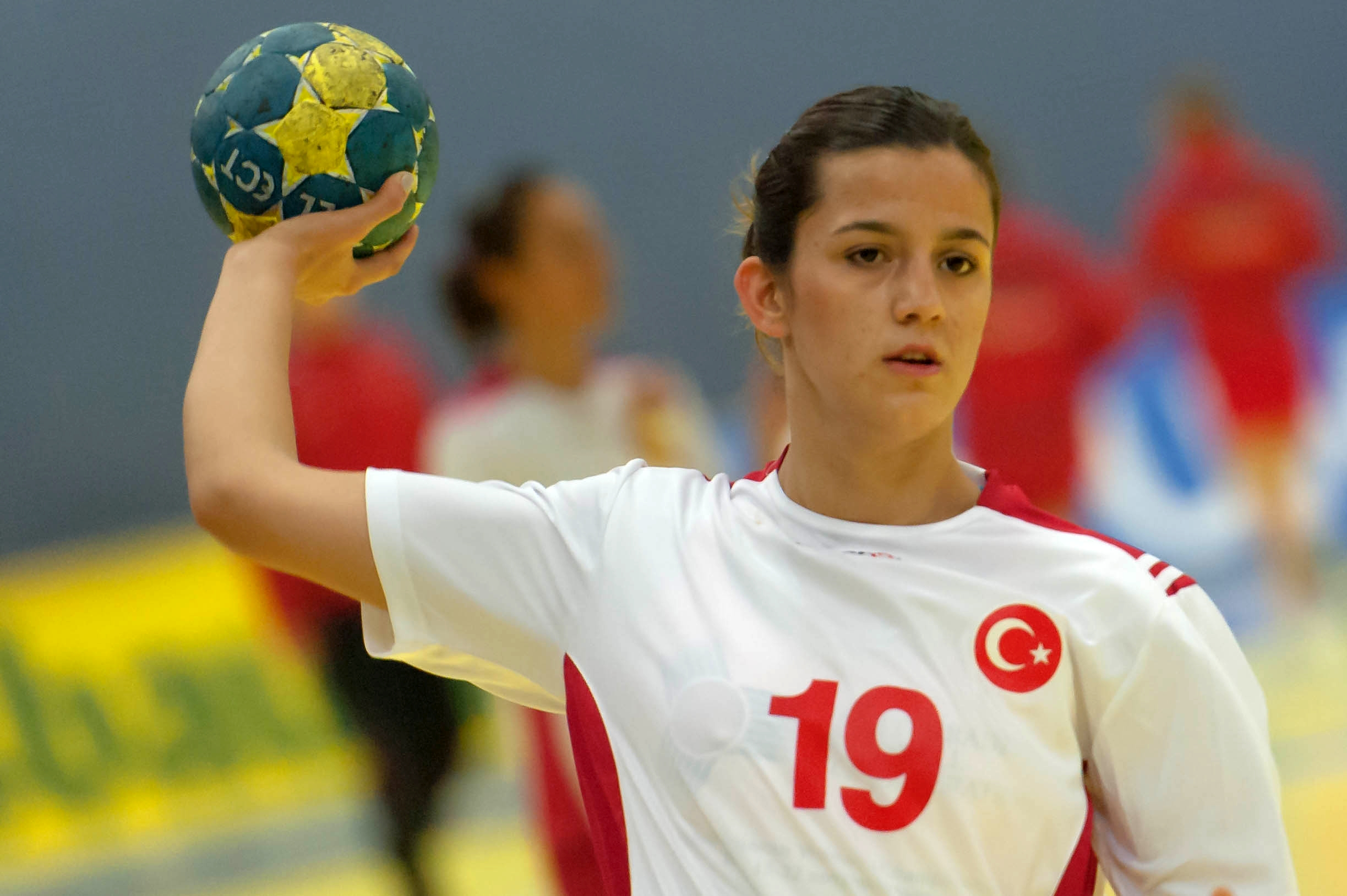
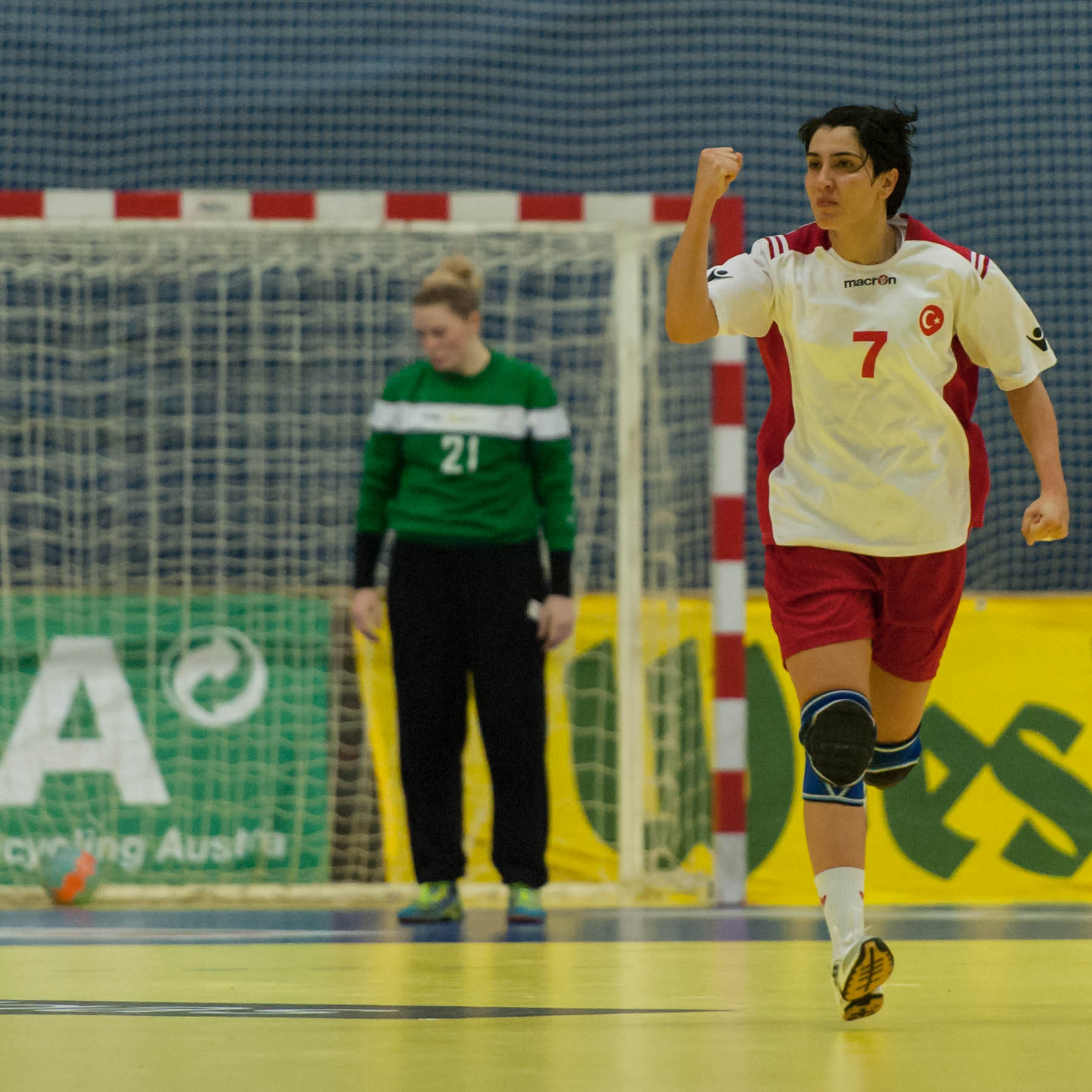
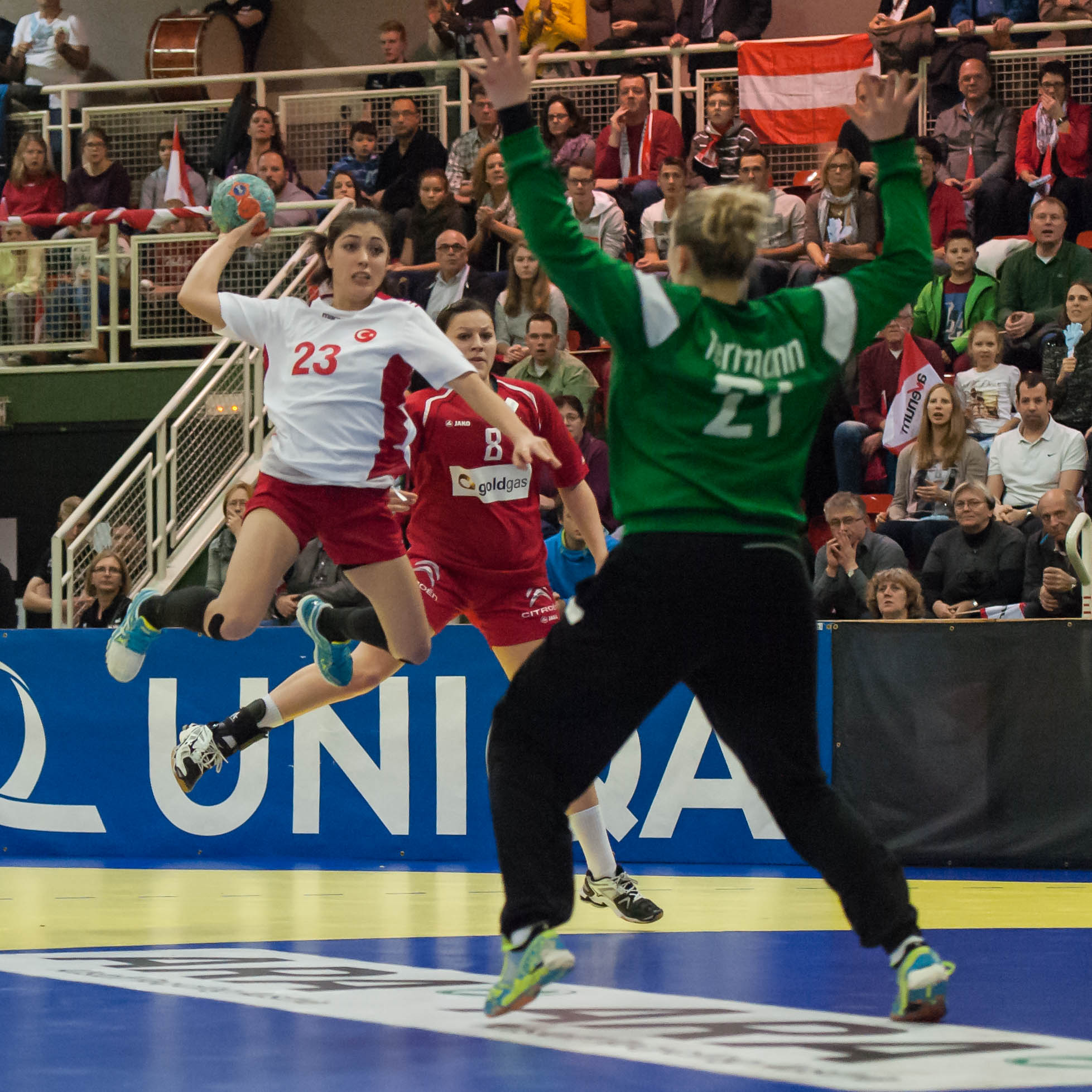

## Palmarès
Jeux méditerranéens
- 5e place en 2001
- 5e place en 2005
- Finaliste en 2009
- 6e place en 2013